# Chastelnòu d'Isèra
Chastelnòu d'Isèra (en francès Châteauneuf-sur-Isère) és un municipi francès situat al departament de la Droma i a la regió d'Alvèrnia-Roine-Alps. L'any 2007 tenia 3.621 habitants.

## Demografia

### Població
El 2007 la població de fet de Châteauneuf-sur-Isère era de 3.621 persones. Hi havia 1.329 famílies de les quals 281 eren unipersonals (131 homes vivint sols i 150 dones vivint soles), 423 parelles sense fills, 542 parelles amb fills i 83 famílies monoparentals amb fills.
La població ha evolucionat segons el següent gràfic:
Habitants censats

### Habitatges
El 2007 hi havia 1.472 habitatges, 1.352 eren l'habitatge principal de la família, 50 eren segones residències i 70 estaven desocupats. 1.292 eren cases i 159 eren apartaments. Dels 1.352 habitatges principals, 1.043 estaven ocupats pels seus propietaris, 273 estaven llogats i ocupats pels llogaters i 37 estaven cedits a títol gratuït; 11 tenien una cambra, 52 en tenien dues, 169 en tenien tres, 357 en tenien quatre i 763 en tenien cinc o més. 1.033 habitatges disposaven pel capbaix d'una plaça de pàrquing. A 510 habitatges hi havia un automòbil i a 772 n'hi havia dos o més.

### Piràmide de població
La piràmide de població per edats i sexe el 2009 era:
| Homes | Edats   | Dones |
| ----- | ------- | ----- |
| 0     | 95 o +  | 0     |
| 12    | 90 a 94 | 16    |
| 4     | 85 a 89 | 4     |
| 24    | 80 a 84 | 16    |
| 48    | 75 a 79 | 72    |
| 48    | 70 a 74 | 48    |
| 64    | 65 a 69 | 44    |
| 52    | 60 a 64 | 76    |
| 112   | 55 a 59 | 92    |
| 108   | 50 a 54 | 108   |
| 144   | 45 a 49 | 120   |
| 148   | 40 a 44 | 132   |
| 112   | 35 a 39 | 140   |
| 128   | 30 a 34 | 132   |
| 76    | 25 a 29 | 104   |
| 76    | 20 a 24 | 52    |
| 68    | 15 a 19 | 112   |
| 104   | 10 a 14 | 144   |
| 132   | 5 a 9   | 160   |
| 132   | 0 a 4   | 80    |

## Economia
El 2007 la població en edat de treballar era de 2.361 persones, 1.777 eren actives i 584 eren inactives. De les 1.777 persones actives 1.656 estaven ocupades (885 homes i 771 dones) i 120 estaven aturades (52 homes i 68 dones). De les 584 persones inactives 200 estaven jubilades, 233 estaven estudiant i 151 estaven classificades com a «altres inactius».

### Ingressos
El 2009 a Châteauneuf-sur-Isère hi havia 1.362 unitats fiscals que integraven 3.744 persones, la mediana anual d'ingressos fiscals per persona era de 17.945 €.

### Activitats econòmiques
Dels 226 establiments que hi havia el 2007, 3 eren d'empreses extractives, 3 d'empreses alimentàries, 3 d'empreses de fabricació de material elèctric, 1 d'una empresa de fabricació d'elements pel transport, 16 d'empreses de fabricació d'altres productes industrials, 45 d'empreses de construcció, 53 d'empreses de comerç i reparació d'automòbils, 8 d'empreses de transport, 16 d'empreses d'hostatgeria i restauració, 3 d'empreses d'informació i comunicació, 5 d'empreses financeres, 7 d'empreses immobiliàries, 25 d'empreses de serveis, 22 d'entitats de l'administració pública i 16 d'empreses classificades com a «altres activitats de serveis».
Dels 64 establiments de servei als particulars que hi havia el 2009, 1 era una oficina de correu, 1 una oficina bancària, 8 tallers de reparació d'automòbils i de material agrícola, 1 establiment de lloguer de cotxes, 2 autoescoles, 9 paletes, 8 guixaires pintors, 8 fusteries, 5 lampisteries, 7 electricistes, 1 empresa de construcció, 2 perruqueries, 1 veterinari, 6 restaurants, 2 agències immobiliàries, 1 tintoreria i 1 saló de bellesa.
Dels 11 establiments comercials que hi havia el 2009, 3 eren botiges de menys de 120 m², 3 fleques, 1 una carnisseria, 1 una botiga d'equipament de la llar, 1 una sabateria i 2 floristeries.
L'any 2000 a Châteauneuf-sur-Isère hi havia 120 explotacions agrícoles que ocupaven un total de 3.220 hectàrees.

## Equipaments sanitaris i escolars
L'únic equipament sanitari que hi havia el 2009 era una farmàcia.
El 2009 hi havia 1 escola maternal i 2 escoles elementals.

## Poblacions més properes
El següent diagrama mostra les poblacions més properes.